# Base Mawson

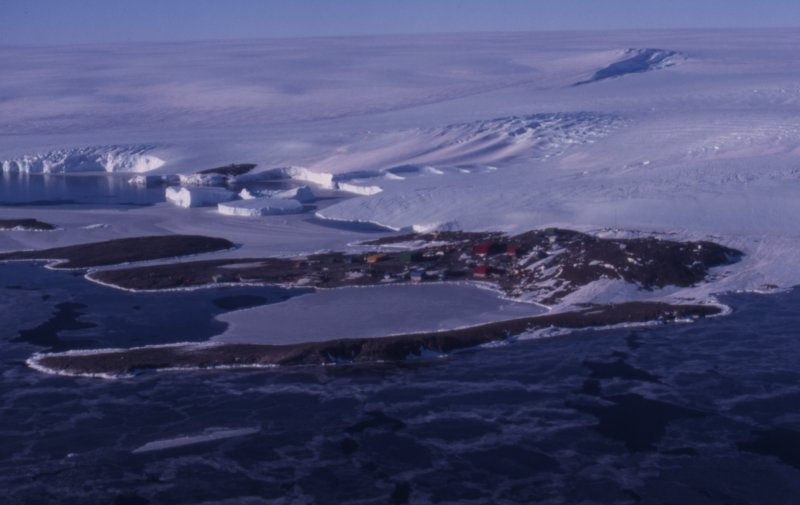
Base Mawson desde el aire.

Mawson es una base permanente de Australia ubicada la Tierra de Mac. Robertson en la Antártida. Es administrada por la División Antártica Australiana (AAD).

## Historia
En 1946 el ministro de Asuntos Externos de Australia, H.V. Evatt, apoyó una propuesta de Douglas Mawson para establecer una base permanente de Australia en la Antártida. Sin embargo, pasaron siete años antes de que un barco adecuado, el Kista Dan pudo ser fletado para establecer instalaciones en el continente austral.
El sitio para la base fue elegido en 1953 por Phillip Law, primer director de la AAD, quien se basó en fotografías aéreas tomadas durante la Operación Highjump de Estados Unidos (1946-1947) para seleccionar el sitio por su gran puerto natural (Horseshoe Harbour) y por ser de roca permanentemente libre. La estación fue construida durante 1954. Algunas de las pequeñas cabañas prefabricadas utilizadas en los primeros años aun permanecen en la base, pero se ven ensombrecidas por grandes edificios modulares de armazón de acero que datan de un importante programa de reconstrucción que comenzó a finales de la década de 1970.
A 14.7 km de la base se halla el aeródromo Rumdoodle, cerca del pico Rumdoodle. La pista de hielo tiene 402.3 m de largo.